# Krzysztof Smoliński
Krzysztof Smoliński (ur. 28 sierpnia 1979 w Oławie), polski piłkarz, grający na pozycji obrońcy. Wychowanek oławskiego Moto-Jelcza, w Ekstraklasie debiutował jako piłkarz Odry Wodzisław Śląski. Z Wisłą Kraków zdobył Mistrzostwo Polski. Znany z częstych zmian barw klubowych; grał również poza Polską - w Szwecji i Norwegii.